# Canton de Vatan
Le canton de Vatan est une ancienne division administrative française, située dans le département de l'Indre, en région Centre-Val de Loire.
À la suite du redécoupage cantonal de 2014, le canton a été supprimé en mars 2015, les communes dépendent désormais du canton de Levroux.

## Géographie
Ce canton était organisé autour de la commune de Vatan, dans l'arrondissement d'Issoudun. Il se situait dans le nord du département.
Son altitude variait de 97 m (Buxeuil) à 221 m (Ménétréols-sous-Vatan).

## Histoire
Le canton fut créé le 15 février 1790. En 1801,, une modification est intervenue.
Lors de la seconde guerre mondiale, les résistants du maquis de ce canton rejoignent le bataillon Comte.
Il a été supprimé en mars 2015, à la suite du redécoupage cantonal de 2014.

## Représentation

### Conseillers généraux de 1833 à 2015
| Période                                  | Période             | Identité                            | Étiquette      | Qualité |
| ---------------------------------------- | ------------------- | ----------------------------------- | -------------- | --- |
| 1833                                     | 1839                | Jean Charles Herpin                 | ?              | Médecin à Reboursin |
| 1839                                     | 1842                | Comte Henri-Gatien Bertrand         | Gauche modérée | Lieutenant-général Ancien aide-de-camp de Napoléon Ier Député de l'Indre (1831-1834) Pair de France |
| 1842                                     | 1865                | Louis Bodard                        | ?              | Propriétaire à Vatan |
| 1865                                     | 1871                | Vicomte Louis Delamalle (1827-1876) | ?              | Propriétaire Ancien substitut du procureur au Blanc |
| 1871                                     | 1898                | Alfred Leconte                      | Républicain    | Député de l'Indre (1876-1885 et 1889-1898) Propriétaire à Issoudun |
| 1898                                     | 1903,               | Anthime Gaudeffroy                  | Républicain    | Docteur à Vatan |
| 1903                                     | 1916                | Ferdinand Charbonnier               | Républicain    | Maire de Vatan (1878-1888 et 1890-1916) |
| 1916                                     | 1919                | siège vacant                        | ?              | ? |
| 1919                                     | 1940                | Lucien Darnault                     | RG             | Membre de la Commission administrative de l'Indre (1940-1942) Membre de la Commission administrative départementale en 1941 Conseiller départemental en 1942 Président du Conseil départemental (1942-1945) |
|                                          |                     |                                     |                | |
| 1945                                     | 1951                | Aimé Esmelin                        | PCF            | Conseiller municipal de Châteauroux |
| 1951                                     | 1958                | Louis Prompt                        | SFIO           | Gérant Maire de Vatan (1946-1961) |
| 1958                                     | mars 1964           | Jean Bouchard                       | DVD            | Ancien maire de Vatan (1942-1944) |
| mars 1964                                | 1971                | Alphonse Bruneau                    | PCF            | Maire de Meunet-sur-Vatan |
| 1971                                     | 1979                | Maurice Bauchet                     | PCF            | Inspecteur de police retraité Cultivateur à Vatan |
| 1979                                     | 1991                | Francis Levasseur                   | UDF            | Conseiller municipal de Saint-Florentin |
| 1991                                     | 19 septembre 2013 , | Yves Fouquet,                       | DVD            | Président de la communauté de communes du canton de Vatan (2013) Maire de Vatan (1989-2013) Retraité de la Marine                                                                                           |
| 20 septembre 2013                        | mars 2015           | Stéphanie Champigny                 | DVD            | Agent administratif à la mairie de Vatan |
| Les données manquantes sont à compléter. |                     |                                     |                | |

### Résultats électoraux
- Élections cantonales de 2001 : Yves Fouquet (Divers droite) est élu au 1er tour avec 59,66 % des suffrages exprimés, devant Odile Bonaud (PS) (25,97 %), Jean-Jacques Étienne (PCF) (6,23 %) et Gisèle Arrieu (FN) (4,33 %). Le taux de participation est de 76,92 % (2 840 votants sur 3 692 inscrits)[9].
- Élections cantonales de 2008 : Yves Fouquet (Divers droite) est élu au 2e tour avec 47,62 % des suffrages exprimés, devant Daniel Thenot (Divers gauche) (29,99 %) et Bernard Demaret (UDFD) (22,38 %). Le taux de participation est de 70,1 % (2 534 votants sur 3 615 inscrits)[10].

### Conseillers d'arrondissement (de 1833 à 1940)
Le canton de Vatan avait deux conseillers d'arrondissement.
| Période                                  | Période          | Identité                     | Étiquette  | Qualité |
| ---------------------------------------- | ---------------- | ---------------------------- | ---------- | --- |
| 1833                                     | 1842             | Louis Caignault (1768-1846)  |            | Notaire, adjoint au maire de Vatan                                                                          |
| 1833                                     | 1842             | Edmé Delorme (1790-1875)     |            | Propriétaire à Vatan                                                                                        |
| 1842                                     | 1848             | M. Lecomte                   |            | Adjoint au maire de Vatan                                                                                   |
| 1842                                     | 1848             | M. Chevalier-Piat            |            | Maire de Vatan                                                                                              |
|                                          |                  |                              |            | |
|                                          | 1885 (démission) | Jean-Baptiste Louet          |            | Maire de Guilly                                                                                             |
|                                          |                  |                              |            | |
| av.1893                                  | ?                | Henri-Ferdinand Charbonnier  |            | Maire de Vatan, suppléant du juge de paix                                                                   |
| 1895                                     |                  | M. Tissier                   |            | |
| vers 1896                                | ?                | Anselme Hervet               | Socialiste | Cordonnier Maire de Saint-Pierre-de-Jards (1896-1908)                                                       |
|                                          |                  |                              |            | |
| ?                                        | 1931             | Alexandre Jacquet            | SFIO       | Maire de Vatan                                                                                              |
| 1928                                     | 1931             | Ernest Bigot                 | SFIO       | Cultivateur Maire de Saint-Pierre-de-Jards                                                                  |
| 1931                                     | 1940             | Henri Jolly (1890-1944)      | SFIO       | Maréchal-ferrant, mécanicien, cafetier à Vatan                                                              |
| 1937                                     | 1940             | Anthime Delaigue (1892-1948) | SFIO       | Agriculteur à Guilly                                                                                        |
| 1940                                     |                  |                              |            | Les conseils d'arrondissement ont été suspendus par la loi du 12 octobre 1940 et n'ont jamais été réactivés |
| Les données manquantes sont à compléter. |                  |                              |            | |

## Composition
Le canton de Vatan, d'une superficie de 258,66 km2, était composé de quatorze communes.
- Aize
- Buxeuil
- La Chapelle-Saint-Laurian
- Fontenay
- Giroux
- Guilly
- Liniez
- Luçay-le-Libre
- Ménétréols-sous-Vatan
- Meunet-sur-Vatan
- Reboursin
- Saint-Florentin
- Saint-Pierre-de-Jards
- Vatan

## Démographie

### Évolution démographique
| 1962  | 1968  | 1975  | 1982  | 1990  | 1999  | 2006  | 2012  | 2015  |
| ----- | ----- | ----- | ----- | ----- | ----- | ----- | ----- | ----- |
| 5 842 | 5 578 | 5 031 | 4 585 | 4 411 | 4 284 | 4 382 | 4 520 | 4 566 |

### Âge de la population
La pyramide des âges, à savoir la répartition par sexe et âge de la population, du canton de Vatan en 2009 ainsi que, comparativement, celle du département de l'Indre la même année sont représentées avec les graphiques ci-dessous.
La population du canton comporte 48,8 % d'hommes et 51,2 % de femmes. Elle présente en 2009 une structure par grands groupes d'âge plus âgée que celle de la France métropolitaine.
Il existe en effet 62 jeunes de moins de 20 ans pour cent personnes de plus de 60 ans, soit un indice de jeunesse de 0,62, alors que pour la France cet indice est de 1,06. L'indice de jeunesse du canton est également inférieur à celui  du département (0,67) et à celui de la région (0,95).
| Hommes | Classe d’âge | Femmes |
| ------ | ------------ | ------ |
| 0,6    | 90 ans ou +  | 2,4    |
| 11,5   | 75 à 89 ans  | 15,4   |
| 17,7   | 60 à 74 ans  | 18,8   |
| 21,3   | 45 à 59 ans  | 17,2   |
| 20,5   | 30 à 44 ans  | 18,5   |
| 11,6   | 15 à 29 ans  | 11,3   |
| 16,8   | 0 à 14 ans   | 16,4   |

| Hommes | Classe d’âge | Femmes |
| ------ | ------------ | ------ |
| 0,5    | 90 ans ou +  | 1,6    |
| 9,6    | 75 à 89 ans  | 13,8   |
| 17,0   | 60 à 74 ans  | 17,5   |
| 22,1   | 45 à 59 ans  | 20,6   |
| 19,2   | 30 à 44 ans  | 17,8   |
| 15,0   | 15 à 29 ans  | 13,6   |
| 16,6   | 0 à 14 ans   | 15,1   |